# Chiesa di San Pietro (Cembra Lisignago)
La chiesa di San Pietro è una chiesa in stile tardo gotico situata a Cembra, capoluogo del comune di Cembra Lisignago (provincia di Trento); è la chiesa più antica di tutta la Val di Cembra.

## Storia

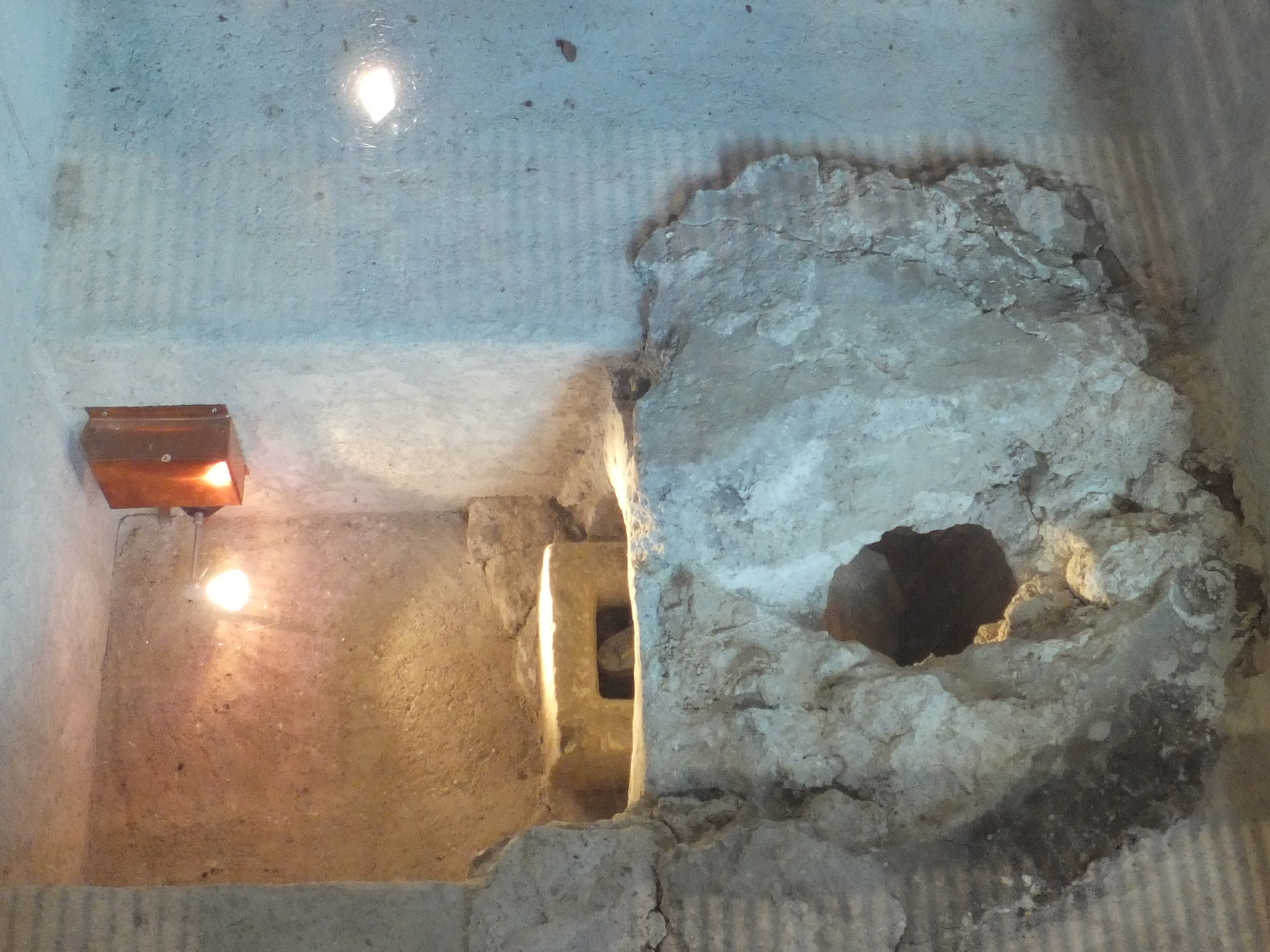
I resti della camera reliquiaria risalente al V-VI secolo

Le prime attestazioni documentali dell'esistenza di questa chiesa risalgono al 1224, tuttavia la struttura è di gran lunga più antica, costruita anche prima della pieve di Cembra (la chiesa di Santa Maria Assunta, che risale al 942); scavi effettuati nel 2000 per inserire un impianto di riscaldamento a pavimento, infatti, hanno riportato alla luce i resti di una precedente struttura più volte riadattata, le cui parti più vecchie risalgono al V-VI secolo.
L'edificio primitivo subì diversi interventi, di cui una volta sicuramente prima del 1406, quando avvenne la consacrazione dell'altare maggiore, dedicato a san Pietro; i due altari laterali, dedicati uno a santo Stefano e l'altro a san Michele, vennero consacrati rispettivamente nel 1421 e nel 1436. 
Sembrano esistere forti analogie nelle planimetrie originali di questa chiesa e dell'antica parrocchiale di Gardolo, della quale rimane solo la torre campanaria. Sembra possibile che quella chiesa sia servita in seguito come modello per San Pietro di Cembra e che vi abbiano lavorato le stesse maestranze.
L'aspetto attuale della chiesa risale al periodo fra il 1506 e il 1510, quando venne ricostruita da Michele di Gardena, un mastro muratore che operò in diverse chiese della valle (come l'Immacolata di Piazzo e San Biagio di Albiano); la successiva ri-consacrazione degli altari avvenne quindi nel 1525. 
Per via delle riforme giuseppiniste, la chiesa venne chiusa al culto nel 1787, ma venne riaperta nel 1799 grazie alle richieste della popolazione; i due altari laterali vennero rimossi, perché inutilizzati e in cattivo stato, in seguito ad una visita pastorale nel 1842.
Nel corso dell'Ottocento e del Novecento la chiesa venne sottoposta a diversi restauri; nel 1851-53, nel 1888 (con la modifica della facciata su progetto dell'architetto Enrico Nordio), nel 1912-13, nel 1956 (entrambi restauri degli affreschi), nel 1966 e nel 1977 (quando venne rifatto il tetto e ripristinate alcune caratteristiche alterate nei restauri precedenti).

## Descrizione

### Esterno
La facciata della chiesa è racchiusa fra due contrafforti scalari e, oltre che dal portale archiacuto e da due basse finestre quadrangolari, è bucata solo da un oculo circolare strombato. Le fiancate laterali sono segmentate da contrafforti simili a quelli del fronte (tre nella fiancata destra, uno solo nella sinistra). Delle finestre monofore si aprono sulla parete destra del presbiterio, nelle pareti oblique dell'abside e una nella terza campata della fiancata destra.
Il campanile, eretto nel XIV secolo, si appoggia contro la fiancata sinistra: la cima è composta da una doppia cella campanaria, bucata a trifora sotto e a quadrifora sopra, sormontata da una cuspide piramidale in muratura.

### Interno

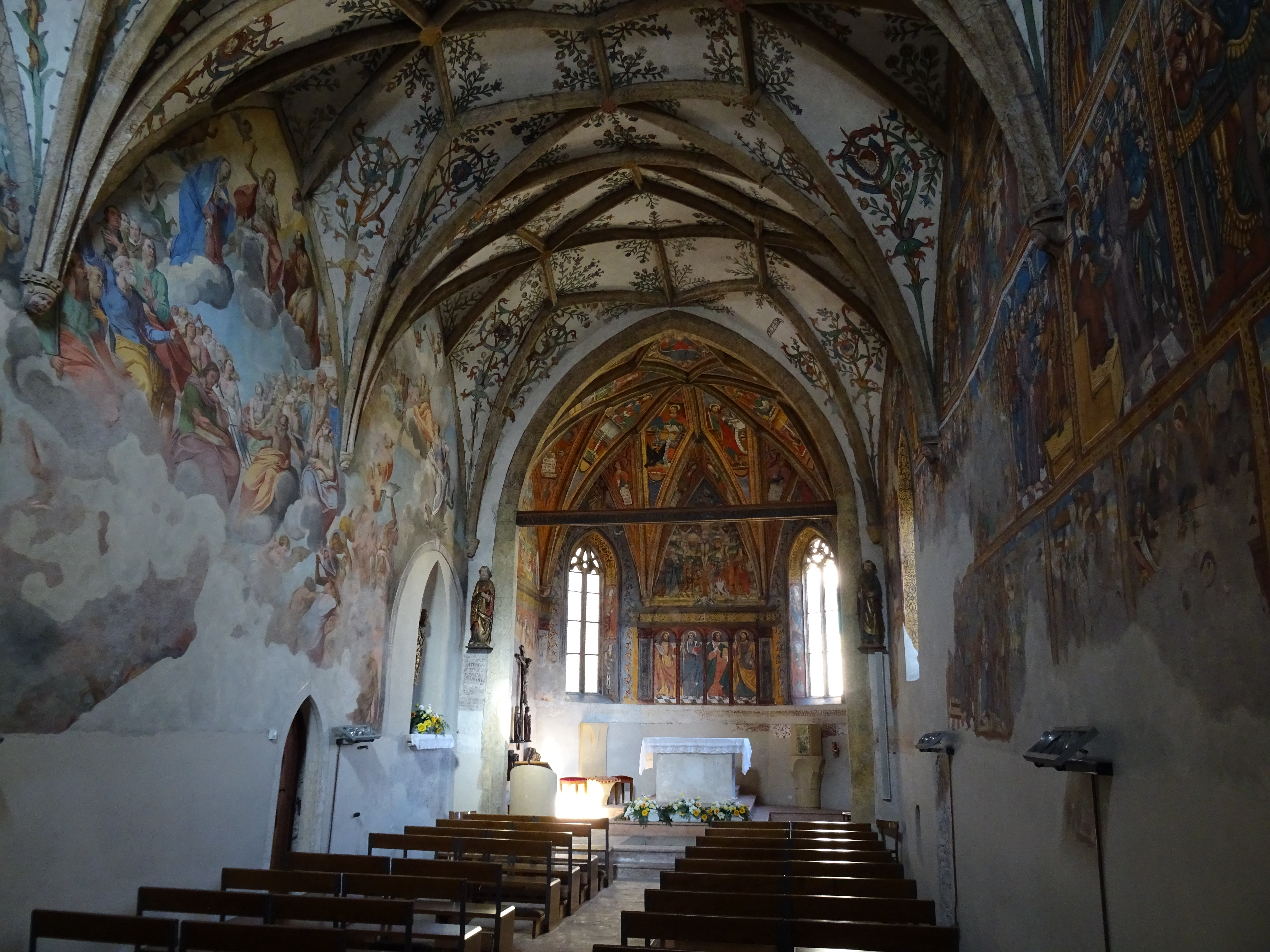
Vista dell'interno della chiesa

L'interno, costituito da un'unica navata, è quasi completamente affrescato: la volta è percorsa da un fitto reticolato di nervature, e affrescata con un motivo floreale intramezzato da occasionali figure di vario genere; la parete destra è dipinta con ventiquattro scene da Biblia pauperum, opera di un'anonima bottega friulana seguace di Gianfrancesco da Tolmezzo. Dello stesso autore anche gli affreschi che ricoprono tutto il presbiterio, raffigurante Dio benedicente attorniato da una folta schiera di Dottori della Chiesa e figure bibliche (Agostino, Girolamo, Ambrogio, Gregorio, i quattro evangelisti, Davide, Isaia, Ezechiele, Daniele, Giacobbe, Mosè e Noè) e, più in basso, Cristo benedicente con i dodici apostoli e un vescovo, probabilmente san Vigilio; la parete di fondo del presbiterio riporta la crocifissione di Gesù, quella di sinistra la raccolta della manna; inoltre, vari santi sono affrescati nelle finestre (Apollonia, Lucia, Caterina, Barbara, Giuliana, Margherita, Dorotea, Orsola, Stefano, Lorenzo, Agata e Agnese) e ai lati del presbiterio (Rocco e Sebastiano). Tutti questi affreschi furono probabilmente terminati nel 1549, o poco prima.

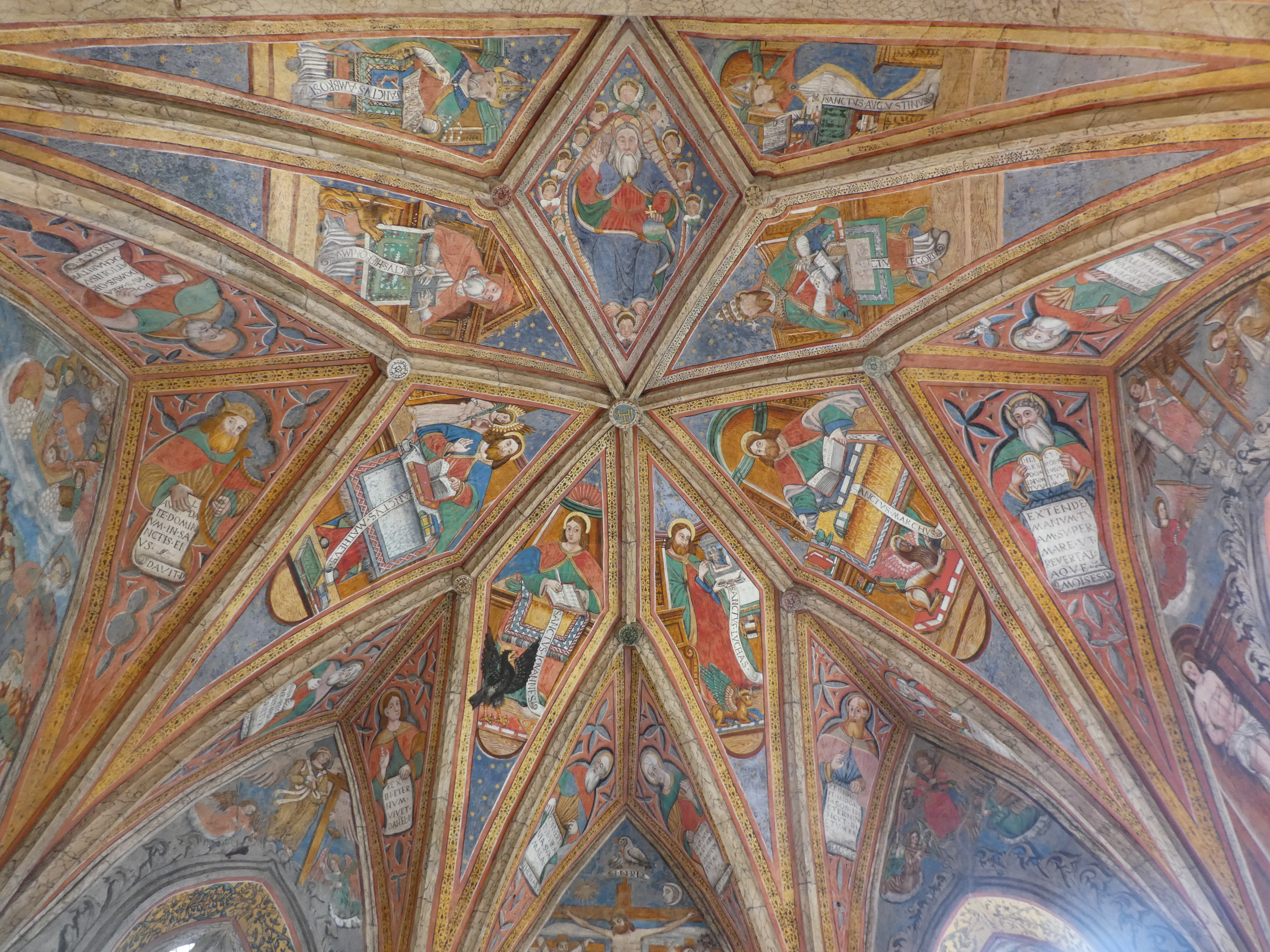
Gli affreschi della volta del presbiterio

La parete sinistra è occupata da un giudizio universale di Valentino Rovisi, una delle sue opere più importanti, risalente al 1759; sull'interno della facciata, infine, si staglia una Madonna della Misericordia, di fine 1600, purtroppo molto rovinata. 
Nella chiesa vi sono anche svariate statue: una Madonna di Loreto risalente probabilmente alla fine del XVII secolo, situata in una nicchia in fondo alla navata; e le statue lignee superstiti dell'antico altare a trittico tardogotico, databile intorno al 1515-1520 e di autore incerto, andato perduto: san Pietro, san Paolo e due gruppi di apostoli.
Presso l'altare, sotto una lastra di vetro, sono visibili i resti della prima struttura, in particolare di una cella memoriae che era probabilmente la collocazione originaria del reliquiario in pietra ritrovato all'interno del sacrario dell'altare maggiore, contenente a sua volta una capsella d'argento.